# Воля (психологія)
Воля — психічна функція, яка полягає в здатності індивіда до свідомого управління своєю психікою і вчинками в процесі прийняття рішень для досягнення поставлених цілей. Позитивні якості волі, прояви її сили сприяють успішності діяльності. До вольових якостей часто відносять мужність, наполегливість, рішучість, самостійність, терпіння, самовладання, цілеспрямованість, витримку, ініціативність, сміливість та інші. Поняття «воля» дуже тісно пов'язане з поняттям "свобода".

## Визначення волі
По-перше, воля — загальне, що спонукає до будь-якої дії, тобто усвідомлюване бажання. (Необхідно відзначити, що воля не зовсім є бажання. Р. Мей писав: «Це тільки половина істини сказати, що воля є продукт бажання; … бажання ніколи не проявиться в повну силу, окрім як спільно з волею») По-друге, волю можна розглядати як щось, що дозволяє людині, навпаки, керувати своїми бажаннями, втілювати їх у дійсність. У третьому, воля — це те, для чого немає точного визначення. «Воля — свідома регуляція суб'єктом своєї діяльності та поведінки, що забезпечує подолання труднощів при досягненні мети …». Воля необхідна для підтримки активності суб'єкта, або для її придушення. Розгляд волі в такому ракурсі близький до поняття свободи в екзистенціальній психології в тому плані, що людина, яка «застосовує» волю повинна як би відірватися від миттєвої ситуації і звернутися до свого ставлення до себе, своїх цінностей, або звернутися до уяви, логіки та змоделювати наслідки передбачуваної дії. У більш загальному розумінні воля представлена у С. Л. Рубінштейна. Вона, напевно, включає в себе і перше і друге значення волі. Рубінштейн пише: «дії, регульовані усвідомленою метою і ставленням до неї як до мотиву, — це і є вольові дії» . Дане визначення дозволяє чітко відокремити поняття волі від поняття бажання, поняття мотивації . У цьому визначенні спостерігається відрив від миттєвої ситуації у вигляді наявності відношення до мети, її усвідомлення. Також важливе співвідношення мотиву і мети. У разі, коли мета і мотив збігаються, принаймні, в свідомості суб'єкта, суб'єкт свідомо повністю керує своєю діяльністю, вона не носить спонтанний характер. У діяльності має місце воля. Ф. Н. Ільясов волю визначає як «здатність суб'єкта створювати ієрархізовану систему цінностей і прикладати зусилля для досягнення цінностей більш високого порядку, нехтуючи цінностями низького порядку».

## Основні ознаки вольового акту
- докладання зусиль для виконання вольового акту
- наявність продуманого плану здійснення поведінкового акту
- посилена увага до такого акту і відсутність безпосереднього задоволення, одержуваного в процесі й результаті його виконання
- нерідко зусилля волі спрямовані не стільки на перемогу над обставинами, скільки на подолання самого себе

## Історія тлумачення
- У VII столітті в Візантії виникає богословський спір про кількість воль (грец. θέλημα) у Ісуса Христа. Православні стверджують наявність двох воль, а монофелітів — однієї.
- У XIX столітті Шопенгауер перетворює волю (нім. Wille) в метафізичний принцип.

## Вивчення волі в історичному аспекті
1. Перший етап пов'язаний з розумінням волі як механізму здійснення дій, котрих спонукує розумом людини крім або навіть всупереч його бажанням.
2. Другий — пов'язаний з виникненням волюнтаризму як ідеалістичної течії філософії.
3. На третьому етапі волю стали пов'язувати з проблемою вибору і боротьбою мотивів.
4. На четвертому — волю стали розглядати як механізм подолання перешкод і труднощів, що зустрічаються людині на шляху до досягнення мети.